# Haplogruppe G (Y-DNA)
Haplogruppe G ist in der Humangenetik eine Haplogruppe des Y-Chromosoms.
Sie ist eine Subgruppe von F und es wird angenommen, dass sie im Nahen Osten oder in Südasien entstand, möglicherweise in Nordindien, Pakistan oder Afghanistan. Diese Haplogruppe entstand während der neolithischen landwirtschaftlichen Revolution und verbreitete sich mit Reiternomaden in der eurasischen Steppe.

## Ursprung
Die Verteilung der Haplogruppe G im frühen Europa spiegelt die Ausbreitung von Menschen aus Kleinasien bzw. dem Kaukasus- und Schwarzmeerraum in den Mittelmeerraum wider, die landwirtschaftliche Kenntnisse mitbrachten. Der Mann aus dem Eis Ötzi etwa hatte Haplogruppe G2a2b-L91 bzw., nach der bis 2013 verwendeten Klassifikation, G2a4-L91. 3000 Jahre nach Ötzi könnte die Haplogruppe zusätzlich durch die Invasion der Sarmaten, Alanen und Jaszen – alle sind Nachkommen der iranischen Skythen – verbreitet worden sein. Hier deckt sich die These mit der historisch bezeugten Ausbreitung dieser Völker über die zentralasiatische Steppe aus Xinjiang im Osten auf die Iberische Halbinsel und Tunesien im Westen. Dazu kommt mit den Sakas ein Zweig, der den Nordwesten des indischen Subkontinents zu Beginn des ersten Jahrtausends eroberte.

## Untergruppen
- G*
- G1   (M285, M342)
  - G1*
  - G1a   (P20)
  - G1b  (P76)
- G2  (P287)
  - G2*   -
  - G2a   (P15)
    - G2a*   -
    - G2a1   (P16)
      - G2a1*   -
      - G2a1a   (P17, P18)

    - G2a2   (M286)

  - G2b   (M287)
  - Haplogruppe G2c  (M377)